# Moose (Wyoming)

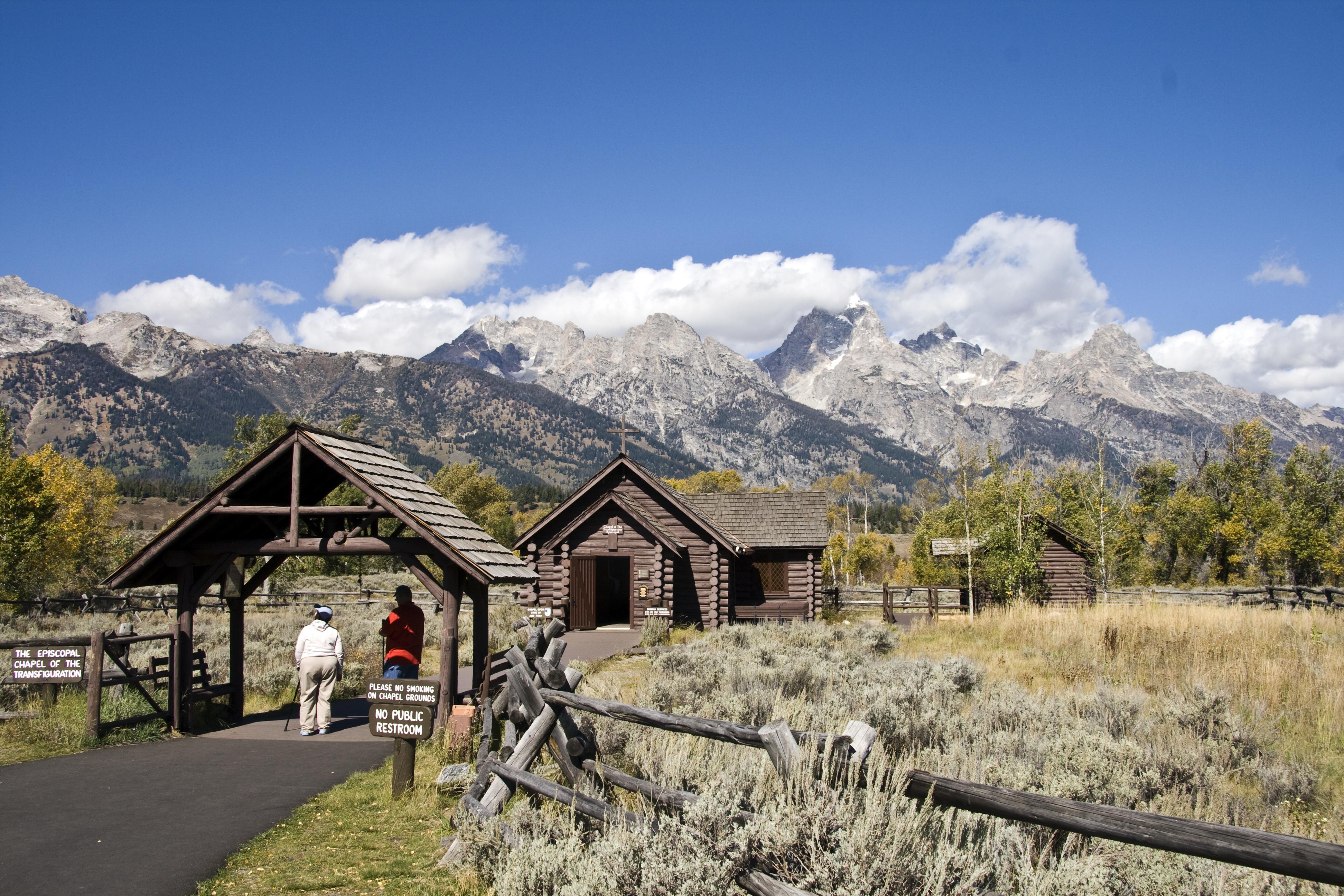
Chapel of the Transfiguration in Moose.

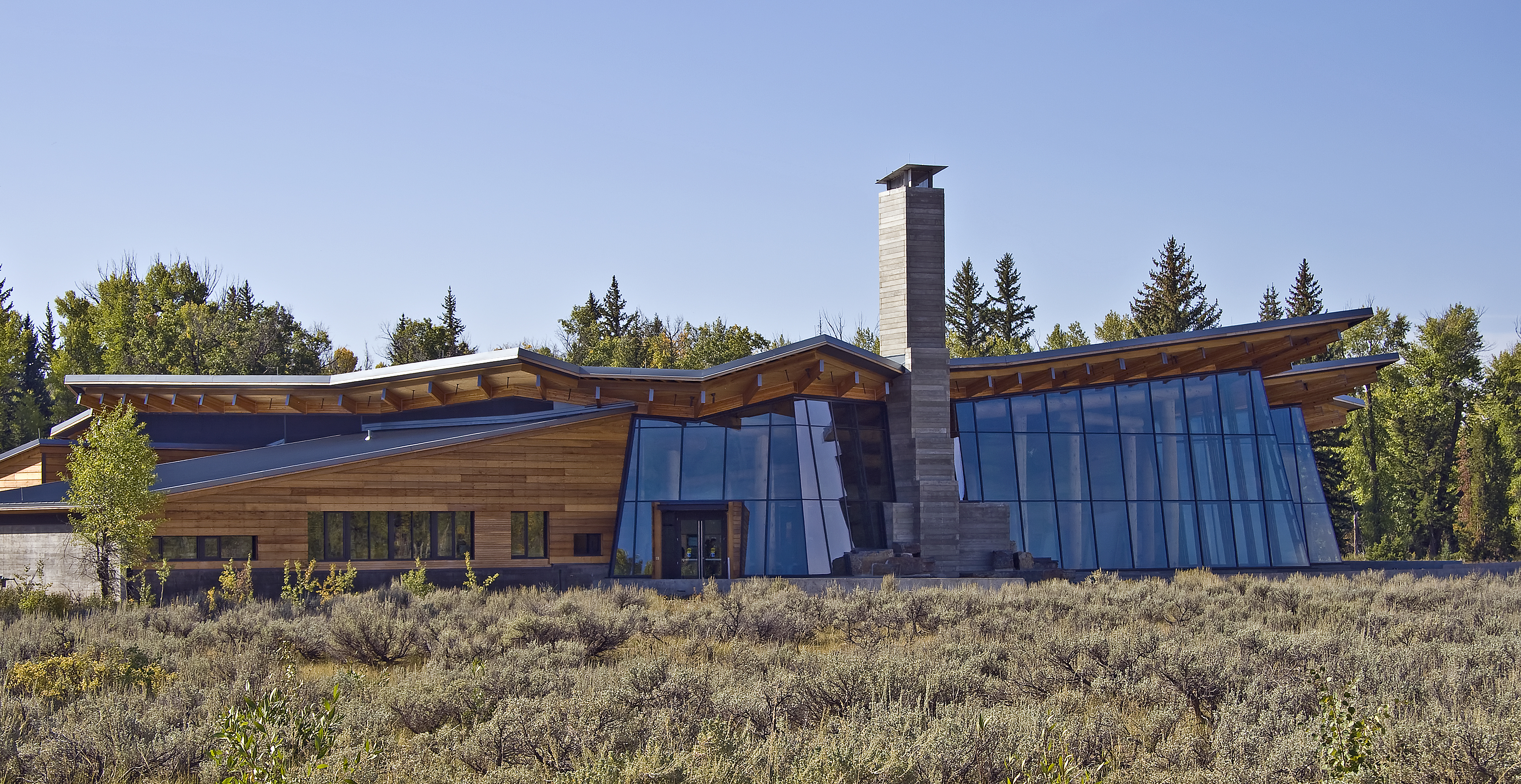
Nieuw bezoekerscentrum van het Grand Teton National Park in Moose.

Moose is een gehucht in Teton County in de Amerikaanse staat Wyoming. Moose ligt aan de oevers van de Snake River in de Jackson Hole-vallei, binnen de grenzen van het Grand Teton National Park.
Het is een zogenaamde unincorporated community, wat betekent dat het dorp geen eigen bestuur heeft onder het niveau van de county. Voor het doel van de bevolkstelling wordt Moose tot de CDP Moose Wilson Road gerekend.
De bewoners zijn voornamelijk families met eigendommen in de streek vóór het nationaal park bestond, wat nu inholdings worden genoemd. Daarnaast wonen er voornamelijk werknemers van de National Park Service, dat er tientallen gebouwen betrekt. Beroemde bewoners van Moose waren Olaus en Margaret Murie, natuurvorsers en -beschermers. Hun ranch – erkend als een National Historic Landmark – huisvest nu The Murie Center, een nonprofit.
Ten oosten van Moose ligt het Mormon Row Historic District, bekend van de John Moulton Barn, geliefd bij wie de Tetons wil fotograferen.